# Гомулін
Гомулін (пол. Gomulin) — село в Польщі, у гміні Воля-Кшиштопорська Пйотрковського повіту Лодзинського воєводства.
Населення — 326 осіб (2011).
У 1975-1998 роках село належало до Пйотрковського воєводства.

## Демографія
Демографічна структура станом на 31 березня 2011 року:
|          | Загалом | Допрацездатний вік | Працездатний вік | Постпрацездатний вік |
| -------- | ------- | ------------------ | ---------------- | -------------------- |
| Чоловіки | 175     | 38                 | 116              | 21                   |
| Жінки    | 151     | 20                 | 94               | 37                   |
| Разом    | 326     | 58                 | 210              | 58                   |